# Division 1 i fotboll för herrar 2011
Division 1 i fotboll 2011 bestod av två serier (Norra och Södra) med vardera 14 lag. Lagen från samma serie möttes två gånger, en hemma och en borta, vilket gav totalt 26 matcher. De två seriesegrarna kvalificerade sig för Superettan 2012 medan de båda serietvåorna kvalar mot lag 13 respektive 14 från Superettan 2011 i bäst av två matcher om två platser i Superettan 2012. Lag 12, 13 och 14 åkte ned i Division 2 till 2012 års säsong.
Division 1 Södra inleddes den 14 april och avslutades den 22 oktober 2011, medan Division 1 Norra inleddes den 16 april och avslutades den 23 oktober 2011.
Gröndals IK var kvalificerade att spela i Div 1 2011, men beslöt den 9 december 2010 att dra sig ur serien. Karlstad BK, som var det poängmässigt bästa laget i Division 2 som inte vann sin serie under säsongen 2010, ersatte Gröndal.
Den 16 februari 2011 tvångsnedflyttades Örgryte IS från Superettan till Division 1. Qviding FIF, som under hösten 2010 förlorade kvalet till Superettan 2011 mot Östers IF, tog över Örgrytes plats.

## Klara lag för 2011
- Från Superettan 2010: FC Trollhättan, FC Väsby United, Örgryte IS
- Från kvalspel 2010: Qviding FIF, IK Sirius
- Från Div 1 2010: Bodens BK, Dalkurd FF, BK Forward, Gröndals IK, Hammarby TFF, Husqvarna FF, Kristianstads FF, IF Limhamn Bunkeflo, Lunds BK, Norrby IF, FC Rosengård, Skövde AIK, IK Sleipner, IF Sylvia, Syrianska IF Kerburan, Umeå FC, Valsta Syrianska IK, Vasalunds IF
- Från Div 2 2010: Akropolis IF, IK Frej, IFK Luleå, Motala AIF, IK Oddevold, Varbergs BoIS
- Vakant plats: Karlstad BK

## Tabeller

### Poängtabeller

#### Norra
Nya lag i Norrettan 2011 bestod av Väsby United som åkte ur Superettan 2010 samt Akropolis IF, IK Frej och IFK Luleå som vann sina Div 2-serier under 2010 års säsong, samt Karlstad BK som fick en förfrågan efter att Gröndals IK dragit sig ur serien.

  
| Nr | Lag                 | S  | V  | O  | F  | GM | IM | MS  | P  |
| -- | ------------------- | -- | -- | -- | -- | -- | -- | --- | -- |
| 1  | Umeå FC             | 26 | 15 | 6  | 5  | 43 | 27 | +16 | 51 |
| 2  | Väsby United        | 26 | 15 | 5  | 6  | 51 | 26 | +25 | 50 |
| 3  | IK Sirius           | 26 | 14 | 8  | 4  | 44 | 20 | +24 | 50 |
| 4  | Dalkurd FF          | 26 | 14 | 7  | 5  | 51 | 35 | +16 | 49 |
| 5  | BK Forward          | 26 | 9  | 11 | 6  | 45 | 37 | +8  | 38 |
| 6  | Vasalunds IF        | 26 | 9  | 10 | 7  | 44 | 36 | +8  | 37 |
| 7  | Karlstad BK         | 26 | 9  | 6  | 11 | 36 | 39 | −3  | 33 |
| 8  | IK Frej             | 26 | 8  | 8  | 10 | 36 | 29 | +7  | 32 |
| 9  | Syrianska IF        | 26 | 9  | 5  | 12 | 35 | 51 | −16 | 32 |
| 10 | IFK Luleå           | 26 | 7  | 9  | 10 | 26 | 38 | −12 | 30 |
| 11 | Akropolis IF        | 26 | 7  | 8  | 11 | 32 | 36 | −4  | 29 |
| 12 | Valsta Syrianska IK | 26 | 8  | 4  | 14 | 37 | 47 | −10 | 28 |
| 13 | Bodens BK           | 26 | 4  | 8  | 14 | 29 | 54 | −25 | 20 |
| 14 | Hammarby TFF        | 26 | 5  | 3  | 18 | 27 | 61 | −34 | 18 |

#### Södra
Nya lag i Söderettan 2011 var FC Trollhättan som åkte ur Superettan 2010 och Örgryte IS som tvångsnedflyttades från Superettan samt Motala AIF, IK Oddevold och Varbergs BoIS som vann sina Div 2-serier under 2010 års säsong.

  
| Nr | Lag              | S  | V  | O  | F  | GM | IM | MS  | P  |
| -- | ---------------- | -- | -- | -- | -- | -- | -- | --- | -- |
| 1  | Varbergs BoIS    | 26 | 16 | 6  | 4  | 56 | 27 | +29 | 54 |
| 2  | IF Sylvia        | 26 | 16 | 1  | 9  | 54 | 33 | +21 | 49 |
| 3  | Örgryte IS       | 26 | 14 | 5  | 7  | 49 | 32 | +17 | 47 |
| 4  | IK Oddevold      | 26 | 12 | 5  | 9  | 40 | 39 | +1  | 41 |
| 5  | Lunds BK         | 26 | 11 | 6  | 9  | 35 | 26 | +9  | 39 |
| 6  | Kristianstads FF | 26 | 9  | 10 | 7  | 46 | 38 | +8  | 37 |
| 7  | IK Sleipner      | 26 | 11 | 4  | 11 | 36 | 50 | −14 | 37 |
| 8  | Norrby IF        | 26 | 11 | 2  | 13 | 39 | 38 | +1  | 35 |
| 9  | FC Trollhättan   | 26 | 10 | 4  | 12 | 45 | 45 | 0   | 34 |
| 10 | Limhamn Bunkeflo | 26 | 9  | 7  | 10 | 38 | 41 | −3  | 34 |
| 11 | Skövde AIK       | 26 | 9  | 6  | 11 | 31 | 42 | −11 | 33 |
| 12 | FC Rosengård     | 26 | 7  | 7  | 12 | 34 | 40 | −6  | 28 |
| 13 | Husqvarna FF     | 26 | 7  | 3  | 16 | 23 | 48 | −25 | 24 |
| 14 | Motala AIF       | 26 | 5  | 4  | 17 | 31 | 58 | −27 | 19 |

## Kval

### Kval till Superettan
Kvalet spelas den 29-30 oktober med returer den 5-6 november. Lagen från Superettan har fördel av hemmaplan i andra matchen.
| Lag 1        | Totalt | Lag 2       | Match 1 | Match 2 |
| ------------ | ------ | ----------- | ------- | ------- |
| Väsby United | 0–3    | IFK Värnamo | 0–2     | 0–1     |
| IF Sylvia    | 3–7    | IK Brage    | 1–3     | 2–4     |